# イエスタデイ (Official髭男dismの曲)
「イエスタデイ」は、日本のバンド・Official髭男dismの楽曲。2019年10月9日に発売されたメジャー1stアルバム『Traveler』に先駆け、2019年9月11日に先行配信された。
本曲は、東宝配給アニメ映画『HELLO WORLD』主題歌として書き下ろされた楽曲である。

## 概要
2019年9月20日に公開された東宝配給アニメ映画『HELLO WORLD』の主題歌。「アルバム（『Traveler』）リード曲に相応しい曲」として作られた。本楽曲について藤原は「家族とか友達とか仲間みたいなものを守るときって、だいたい人のこと犠牲にしていかなきゃいけないので、（中略）そこで苦悩していくっていう歌」と語っている。
楽曲の編曲に蔦谷好位置が、ヴァイオリンのレコーディングに門脇大輔が参加している。

## チャート成績
楽曲単体で累計25万ダウンロード、日本レコード協会のプラチナ認定（シングルトラック・2020年6月度）を受けており、ストリーミング累計再生回数は3億回を超え、同トリプル・プラチナ認定（2023年度2月度）を受けている。。Billboard Japan Hot 100では2019年10月28日付で最高位となる2位を記録した。またこの曲単体で、2020年度MPA賞ヒット・ソング賞（Nextone）を受賞した。2023年3月に公開された「“JAPAN HOT 100”15周年記念オールタイムTOP50」では26位をマークしている。

## タイアップ
イエスタデイ
東宝配給アニメ映画『HELLO WORLD』主題歌

## 収録アルバム
『Traveler』
#1 「イエスタデイ」